# Alessandra Bonora
Alessandra Bonora (Brescia, 7 settembre 2000) è una velocista italiana, primatista nazionale della staffetta 4×400 m.

## Palmarès
| Anno | Manifestazione               | Sede      | Evento        | Risultato  | Prestazione | Note                          |
| ---- | ---------------------------- | --------- | ------------- | ---------- | ----------- | ----------------------------- |
| 2019 | Europei U20                  | Borås     | 400 m piani   | Batteria   | 55"71       |                               |
| 2019 | Europei U20                  | Borås     | 4×400 m       | Batteria   | 3'42"72     |                               |
| 2021 | Europei U23                  | Tallinn   | 400 m piani   | Semifinale | 54"14       |                               |
| 2021 | Europei U23                  | Tallinn   | 4×400 m       | 6ª         | 3'33"52     |                               |
| 2022 | Mediterraneo U23             | Pescara   | 400 m piani   | Oro        | 53"00       |                               |
| 2022 | Mediterraneo U23             | Pescara   | 4×400 m       | Oro        | 3'34"25     |                               |
| 2023 | Mondiali                     | Budapest  | 4×400 m       | 7ª         | 3'24"98     | [ 1 ]                         |
| 2024 | World Relays                 | Nassau    | 4×400 m mista | Batteria   | 3'16"88     |                               |
| 2025 | Europei indoor               | Apeldoorn | 400 m piani   | Batteria   | 52"40       | Miglior prestazione personale |
| 2025 | World Relays                 | Guangzhou | 4x400 m       | 5ª         | 3'26"40     |                               |
| 2025 | Giochi mondiali universitari | Reno-Ruhr | 400 m piani   | Bronzo     | 52"41       |                               |

## Campionati nazionali
2016
- 5ª ai campionati italiani allievi, 400 m piani - 57"86

2017
- Argento ai campionati italiani allievi, 400 m piani - 55"53
- 5ª ai campionati italiani allievi indoor, 400 m piani - 57"58

2018
- Bronzo ai campionati italiani juniores, 400 m piani - 55"80
- 4ª ai campionati italiani juniores indoor, 400 m piani - 56"17

2019
- Argento ai campionati italiani juniores, 400 m piani - 54"85
- Argento ai campionati italiani juniores, 400 m piani - 56"07

2020
- 6ª ai campionati italiani assoluti, 400 m piani - 54"53
- 5ª ai campionati italiani promesse, 400 m piani - 55"04
- 4ª ai campionati italiani promesse indoor, 400 m piani - 55"33

2021
- Eliminata in batteria ai campionati italiani assoluti, 400 m piani - 54"37
- Bronzo ai campionati italiani promesse, 400 m piani - 53"28
- 6ª ai campionati italiani promesse indoor, 400 m piani - 56"02

2022
- 6ª ai campionati italiani assoluti, 400 m piani - 52"83
- Argento ai campionati italiani assoluti indoor, 400 m piani - 54"12
- Oro ai campionati italiani assoluti indoor, staffetta 4x2 giri - 3'39"14
- Oro ai campionati italiani promesse, 400 m piani - 52"94
- Argento ai campionati italiani universitari, 400 m piani - 53"62
- Oro ai campionati italiani promesse indoor, 400 m piani - 54"92

2023
- Oro ai campionati italiani assoluti, 400 m piani - 52"24
- Oro ai campionati italiani assoluti, staffetta 4x400 m - 3'34"64
- 6ª ai campionati italiani assoluti indoor, 400 m piani - 53"50
- Argento ai campionati italiani assoluti indoor, staffetta 4x2 giri - 3'40"45

2024
- 5ª ai campionati italiani assoluti, 400 m piani - 52"68
- Bronzo ai campionati italiani assoluti indoor, 400 m piani - 53"81

2025
- Argento ai campionati italiani assoluti, 400 m piani - 52"24
- Argento ai campionati italiani assoluti indoor, 400 m piani - 52"67

## Altre competizioni internazionali
2025
- Campionati europei a squadre di atletica leggera ( Madrid)